# Brynolf Algotsson
Brynolf Algotsson est un prélat suédois né avant 1248 et mort le 6 ou le 7 février 1317. Il est évêque de Skara de 1278 à sa mort.

## Biographie
Brynolf est le fils du lagman Algot Brynolfsson (sv) et d'une certaine Margareta Petersdotter. Il fait ses études à l'université de Paris, où il séjourne pendant dix-huit ans selon une source ultérieure. Après son retour à Skara, il devient diacre et chanoine du chapitre de la cathédrale, puis il est élu évêque de Skara en 1278.
Il se distingue comme l'auteur de quatre offices liturgiques en vers sur les martyrs suédois Hélène de Skövde et Eskil de Tuna, sur la Vierge et sur une épine de la Sainte Couronne conservée à la cathédrale de Skara. Ils comptent parmi les premiers exemples de ce genre produits en Suède.
Après sa mort, Brynolf fait l'objet d'un culte local et une procédure de canonisation est mise en branle. Il est béatifié en 1492, mais sa canonisation n'aboutit jamais en raison de la conversion au luthéranisme de la Suède.